# Jackie Cahill

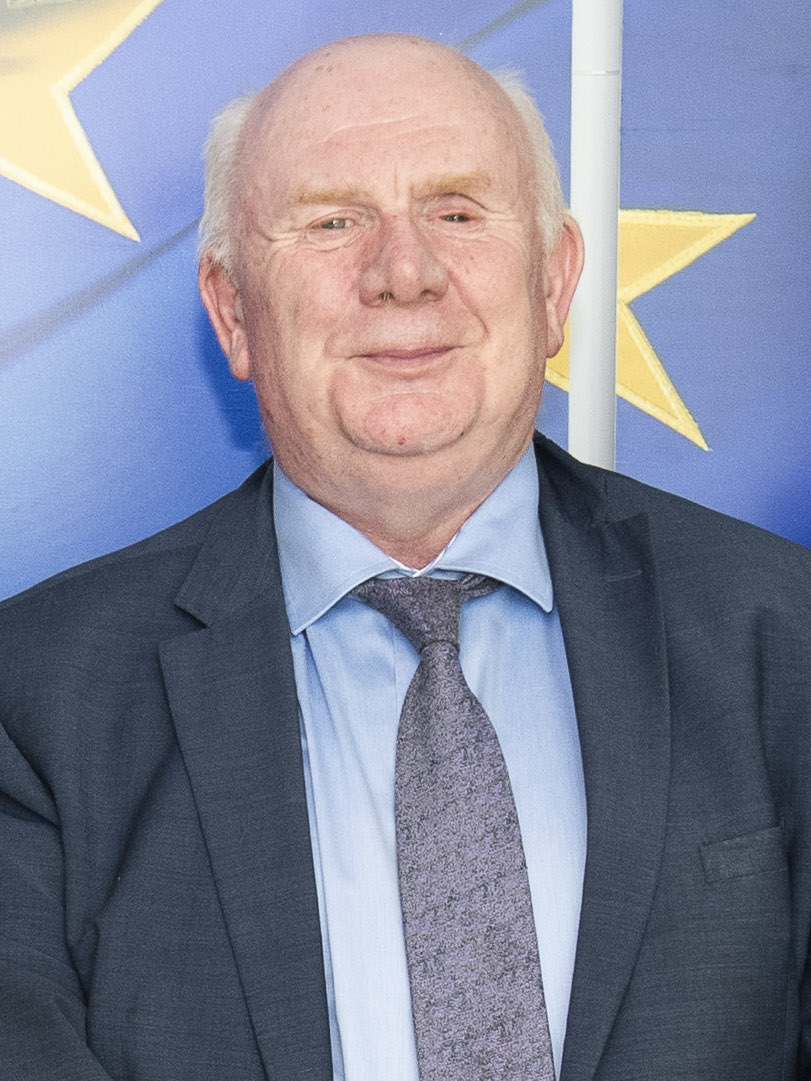
Jackie Cahill (2024)

Jackie Cahill (* 5. August 1963 in Thurles) ist ein irischer Politiker der Fianna Fáil.

## Leben
Cahill war vor seinem Eintritt in die Politik in der Milchwirtschaft tätig. 
Er war Präsident der Milchlieferantenvereinigung und Vorsitzender des Nationalen Milchwirtschaftsrats. 
2014 wurde er in den Tipperary County Council gewählt. Bei den Wahlen zum Dáil Éireann 2016 trat er im neugeschaffenen Wahlkreis Tipperary an und errang einen Sitz. Diesen Erfolg konnte er 2020 wiederholen. Aus gesundheitlichen Gründen verzichtete er für die Wahlen 2024 auf eine Kandidatur. 
Cahill trat kontrovers auf. Er sah sich als besserer, jedenfalls geeigneter Landwirtschaftsminister. Ferner wendete er sich gegen Verschärfungen beim Fahren unter Alkoholeinfluss. 